# Spominsko znamenje, Krajna
Znamenje Kamniti baročni kip »Ecce homo« (latinsko Glejte, človek) spada katastrsko pod območje vasi Krajna  v občini Tišina. Nahaja pa se ob cesti Murska Sobota - Gederovci.
Postavljen je na kamnitem nosilnem stebru, na katerem je letnica 1740. Kristus je upodobljen s trnovo krono in zvezanimi rokami, naslonjen pa je na oporo. Ogrnjen pa je z nagubanim oblačilom. Je eno redkih baročnih figuralnih znamenj v Prekmurju.
Ljudje mu pravijo »beli križ«. Kdo ga je postavil, ni znano.